# Липовой, Александр Егорович
Александр Егорович Липовой (20 мая 1928 — 23 октября 2020) — советский хозяйственный, государственный и политический деятель.

## Биография
Родился в 1928 году в селе Стругова-Буда. Член КПСС.
С 1953 года — на хозяйственной, общественной и политической работе. В 1953—1946 гг. — механик, инженер электросетей, начальник энергоучастка на Петропавловском отделении железной дороги, начальник Петропавловского предприятия электрических сетей, председатель Петропавловского горисполкома, первый секретарь Петропавловского горкома КПСС.
Избирался депутатом Верховного Совета Казахской ССР 10-го и 11-го созывов.
Жил в Петропавловске. Почётный гражданин города Петропавловска.
Ушёл из жизни 23 октября 2020 года. Похоронен на Старом православном кладбище Петропавловска.